# SN 2005gi
SN 2005gi – supernowa typu II odkryta 24 września 2005 roku w galaktyce A005552+0030. W momencie odkrycia miała maksymalną jasność 19,80m.